# Milán-San Remo 1941
La Milán-San Remo 1941 fue la 34.ª edición de la Milán-San Remo. La carrera se disputó el 19 de marzo de 1941. El vencedor final el italiano Pierino Favalli, que se impuso en solitario en la meta de San Remo. 
69 ciclistas tomaron parte, acabando 48 de ellos, todos italianos.

## Clasificación final
| Posición | Ciclista           | Equipo    | Tiempo     |
| -------- | ------------------ | --------- | ---------- |
| 1        | Pierino Favalli    | Legnano   | 7h 46' 25" |
| 2        | Mario Ricci        | Legnano   | + 1' 39"   |
| 3        | Pietro Chiappini   | Olympia   | + 5' 37"   |
| 4        | Fiorenzo Magni     | Bianchi   | m. t.      |
| 5        | Mario de Benedetti | Legnano   | m. t.      |
| 6        | Giordano Cottur    | Viscontea | m. t.      |
| 7        | Domenico Pedevilla | -         | m. t.      |
| 8        | Giuseppe Magni     | -         | + 8' 25"   |
| 9        | Enrico Mollo       | -         | + 8' 29"   |
| 10       | Fausto Coppi       | Bianchi   | + 11' 07"  |